# 청산중앙국민학교 청장분교
청산중앙국민학교 청장분교는 대한민국 전라남도 완도군 청산면 지리 산 276-2에 있었던 국민학교 분교이다.

## 연혁
- 일자미상 서성국민학교 청장분교 설립 인가
- 1956년 4월 10일 청장분교장 개교
- 1961년 6월 27일 청산중앙국민학교 청장분교 개편
- 1967년 4월 1일 도서벽지학교 '을'급 지정
- 1986년 1월 1일 도서벽지학교 '다'급 조정
- 1994년 9월 1일 폐교 및 청산중앙국민학교 통폐합